# Fardosa
Fardosa  är ett kvinnligt namn som härstammar från persiskans Pardis (پردیس) i betydelsen "paradis".
Namnet förekommer i en vers i Koranen.